# Physikalisch-ökonomische Gesellschaft zu Königsberg

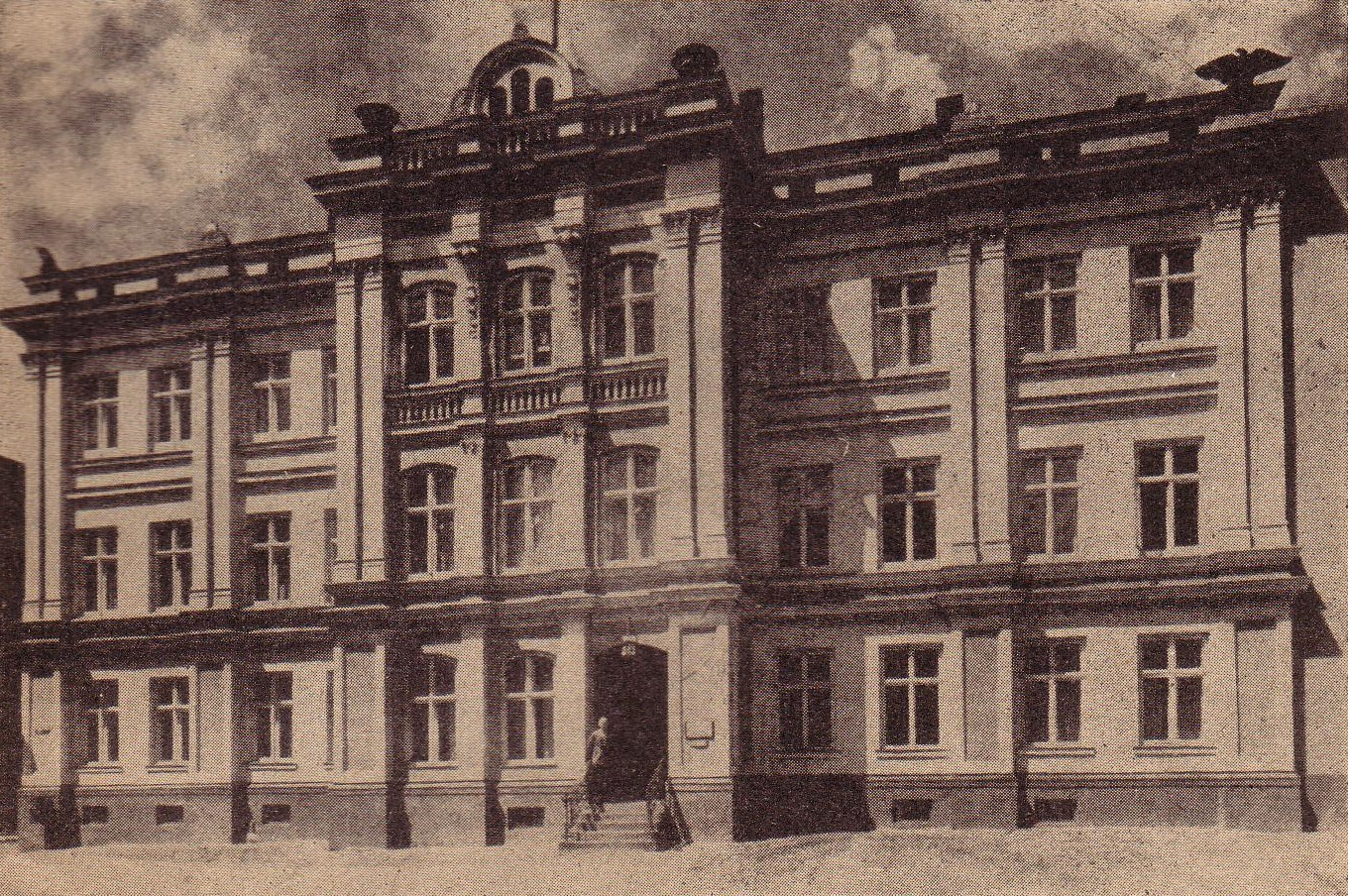
Lange Reihe 4, Königsberg

Die Physikalisch-ökonomische Gesellschaft zu Königsberg war eine wissenschaftliche Vereinigung in Mohrungen und Königsberg (Preußen) Ab 1792 verbreitete sie ökonomische und naturwissenschaftliche Kenntnisse zur Verbesserung der Landwirtschaft in Ostpreußen. Ihre Schwerpunkte änderten sich im 19. Jahrhundert. 1945 ging sie mit der Stadt unter.

## Geschichte
Ideengeber und Stifter der Gesellschaft war Andreas Leonhard Köhn gen. von Jaski, der seit 1877 Landrat des Kreises Mohrungen war. Unterstützt von den fortschrittlichen Gutsbesitzern seiner Umgebung, hatte er am 3. April 1789 einen Entwurf zur Organisation der Gesellschaft vorgelegt. Ganz im Sinne der Aufklärung hieß es darin:

„Bei der Generalversammlung nehmen sämtliche Mitglieder ihren Sitz ohne irgend einen Vorrang; denn es herrscht völlige Gleichheit. […] Der Bauer, der Bürger, der Edelmann erkennen sich sämtlich in dieser Gesellschaft als Brüder wieder.“

### Mohrungen und Königsberg
Friedrich Wilhelm II. von Preußen bestätigte den Entwurf am 22. Februar 1790. Im Mai 1791 stimmte auch das Kammergericht zu. Am 1. September 1792 wurde die Königliche Ostpreußische Mohrungen´sche Physikalisch-Ökonomische Gesellschaft in Mohrungen feierlich gegründet. Köhn wurde zum Direktor gewählt. Umgehend begann der Aufbau einer Bibliothek und eines Kunst-Naturalienkabinetts. Es wurden (interne) Vorträge gehalten und Preisaufgaben ausgeschrieben.
Köhn v. Jaski war Mitglied der Königlichen Deutschen Gesellschaft (Königsberg), die ihren Sitz im Königsberger Schloss hatte. In Hinblick auf die Nähe der Verwaltung und der Amtsträger lag deshalb der Umzug ins Schloss nahe. Friedrich Leopold von Schrötter bewilligte zwei Zimmer, darunter das ehemalige Arbeitszimmer von Herzog Albrecht im Obergeschoss des Albrechtstores. Im Februar 1799 wurden die Bücher und Sammlungen überführt. Für die Einrichtung des Zimmers und die Aufstellung der Sammlung sorgte Ludwig von Baczko. Am 4. Juli 1799 eröffnete Köhn v. Jaski die erste Sitzung im Königsberger Schloss. Im Vierten Koalitionskrieg ruhte die Arbeit der Gesellschaft.

### Präsidenten
Als Königsbergs Bürgermeister Bernhard Gervais 1814 für drei Jahre Präsident der Gesellschaft wurde, endete die landwirtschaftliche zugunsten einer allgemein wissenschaftlichen und literarischen Orientierung. Sie wiederum endete mit dem Tod seines Nachfolgers Karl Gottfried Hagens 1829. Mit öffentlichen Vorträgen popularisierte Karl Ernst von Baer ab Dezember 1831 die Gesellschaft. Zugleich bescherte er ihr eine Blütezeit, als Friedrich Bessel, Friedrich Burdach, und Franz Ernst Neumann den naturwissenschaftlichen Weltruhm Königsbergs begründeten. Als v. Baer 1834 nach Sankt Petersburg ging, wurden Teile der Sammlungen an die Gewerbeschule, den Botanischen Garten und das Zoologische Museum verschenkt. Der Arzt Wilhelm Schiefferdecker schränkte ab 1858 die öffentlichen Vorträge wieder ein und förderte naturwissenschaftliche Arbeiten, zum Beispiel die Erforschung der Samlandküste durch Ernst Gustav Zaddach und die geologische Aufnahme Ostpreußens durch Gottlieb Berendt.

### Lange Reihe 4
Joseph von Eichendorff wohnte von 1824 bis 1831 in dem Haus. Hier schrieb er Aus dem Leben eines Taugenichts und Ezzelino da Romano. Eduard Anderson veranlasste die Anbringung einer Marmortafel mit Eichendorffs Relief von Walter Rosenberg.
1878 kaufte die Gesellschaft das Haus, das ab dem 29. Mai 1879 das Ostpreußische Provinzialmuseum und die Bibliothek beherbergte. Die anwachsende Bernsteinsammlung war bis 1866 im Schloss, dann im Studentenkarzer des Collegium Albertinum (Königsberg) und schließlich in der Langen Reihe. Ein Teil der Sammlung ging später an die Altertumsgesellschaft Prussia und gelangte so in den 1920er Jahren ins Schloss zurück.
Von 1906 bis 1945 beherbergte das Haus auch das Geologisch-paläontologische Institut der Albertus-Universität.

## Veröffentlichungen

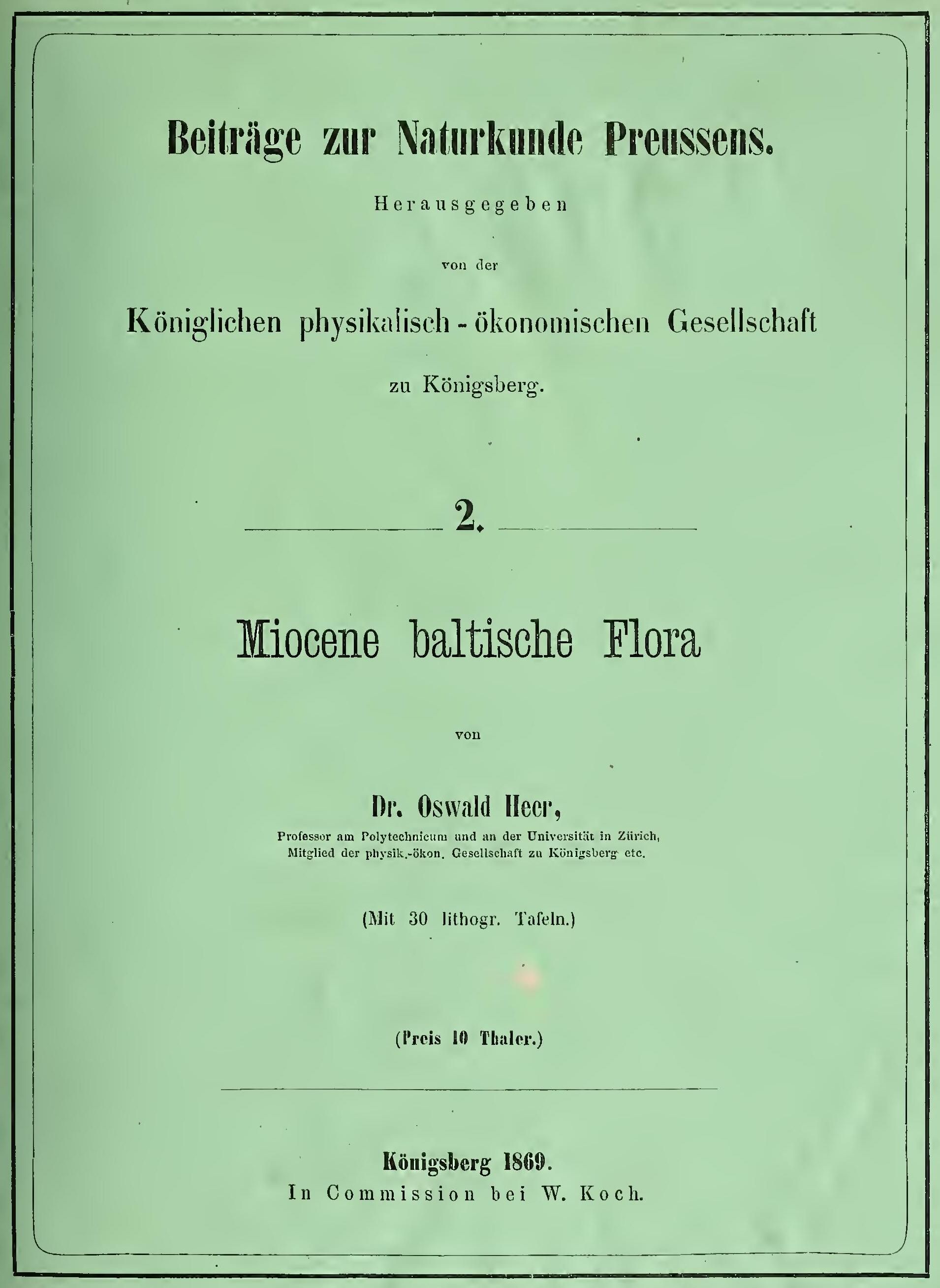
Titelseite einer Ausgabe der Beiträge zur Naturkunde Preussens (Bd. 2, 1869)

Die bei den Versammlungen der Gesellschaft gehaltenen Vorträge erschienen auch in gedruckter Form, 1834 auch als „Vorträge aus dem Gebiete der Naturwissenschaften und der Oekonomie“ in einer gesonderten Veröffentlichung, bis 1843 in den „Preussischen Provinzialblättern“, 1844 und später als „Königsberger Naturwissenschaftliche Unterhaltungen“, eingeschränkt durch die staatliche Zensur. Beginnend im Jahre 1860 erschienen alljährlich einmal die „Schriften der Königlichen Physikalisch-Ökonomischen Gesellschaft zu Königsberg“, von 1875 bis 1922 unter dem Titel „Schriften der Physikalisch-Ökonomischen Gesellschaft zu Königsberg“. Ein Abriss zur Geschichte der Gesellschaft steht am Beginn des ersten Jahrgangs 1860. Im Jahrgang 1866 heißt es zu den Veröffentlichungen: „Von den Schriften der physikalisch-ökonomischen Gesellschaft zu Königsberg, in denen Arbeiten aus dem Gesammtgebiete der Naturkunde, vorzugsweise solche, welche sich auf die Naturgeschichte der Provinz Preussen beziehen, mitgetheilt werden, erscheint jährlich ein Band von 15 bis 20 Bogen mit den dazu gehörigen Abbildungen in 2 Heften.“ Aufschlussreich sind die den Bänden vorangestellten Mitgliederverzeichnisse.
Außer landeskundlich-geognostischen Arbeiten enthielten die „Schriften“ auch botanische Abhandlungen, für die meist Professor Dr. Robert Caspary aus Königsberg zeichnete. Schon im 2. Jahrgang der Schriften erschienen auch Berichte über die Versammlungen der „Freunde der Flora Preussens“ unter Casparys Betreuung. Nach dem unter Casparys Leitung am 11. Juni 1862 aus den „Freunden der Flora“ der „Preussische Botanische Verein“ geworden war, erschienen die Berichte der Jahresversammlungen erstmals 1863, bald auch regelmäßig in den Schriften. Nationalökonomische Beiträge veröffentlichte Adolph Samter.